# Provinz Ulster

Teile von Ulster in Nordirland (rosa) und in der Republik Irland (grün)

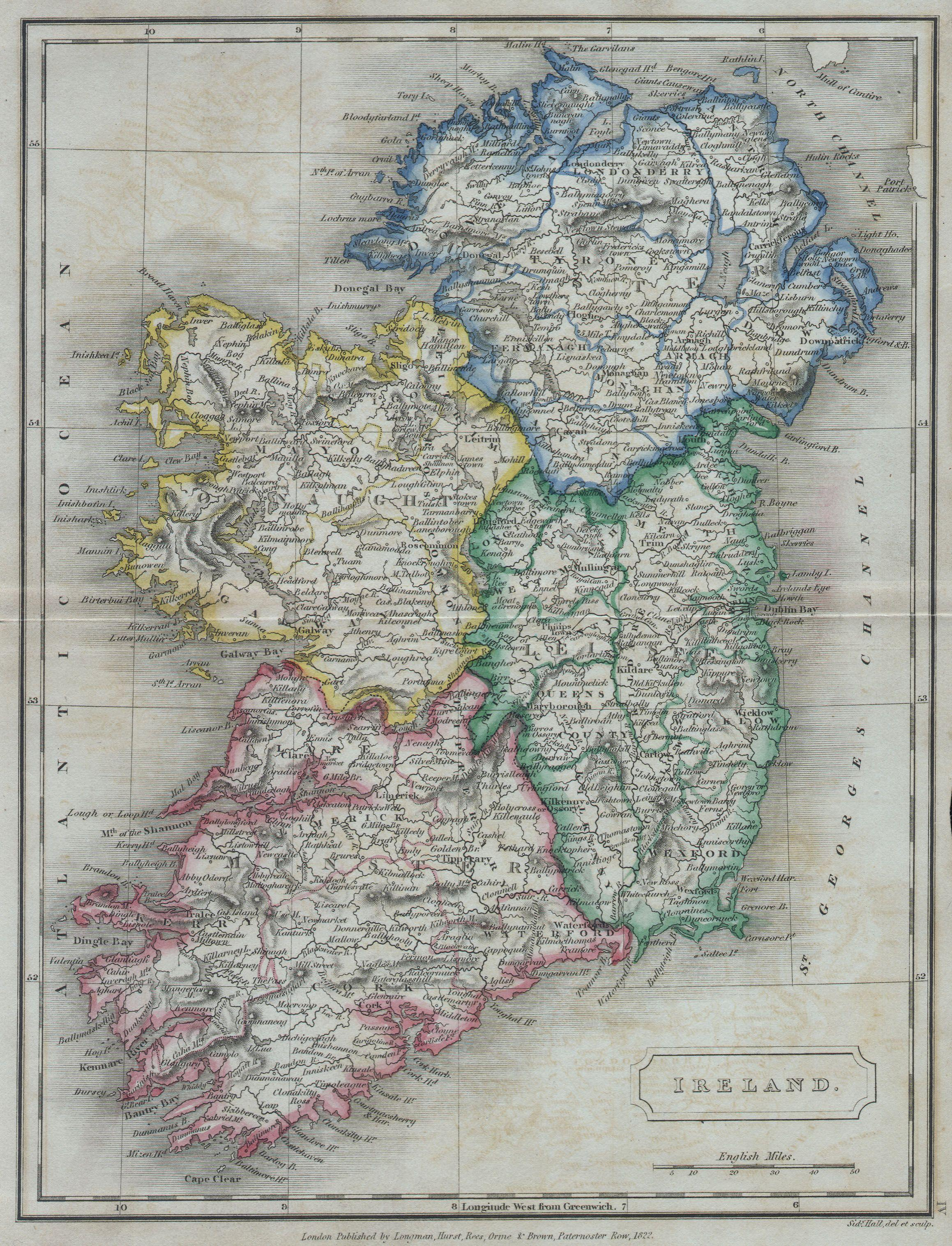
Karte von 1822 mit den vier historischen Provinzen Irlands

Ulster (irisch Cúige Uladh [ˈkuːgʲ ˈʊɫə] oder Ulaidh [ˈʊɫə]) ist neben Connacht, Leinster und Munster eine Region und frühere Provinz in Irland. Sie liegt im Norden der Insel. Sie bestand aus neun historischen Grafschaften (englisch Counties).

## Gliederung
Ulster hat eine Fläche von 21.532 km² und ungefähr zwei Millionen Einwohner. Drei der neun Grafschaften – Donegal im hohen Nordwesten sowie Cavan und Monaghan im Innern der Insel – gehören heute mit einer Bevölkerung von 325.620 Einwohnern zur Republik Irland. Die anderen sechs Grafschaften Antrim, Armagh, Derry/Londonderry, Down, Fermanagh und Tyrone gehören heute zu Nordirland und damit zum Vereinigten Königreich. Seit 1972 ist Nordirland jedoch verwaltungstechnisch nicht mehr in diese Grafschaften, sondern in Distrikte, aufgeteilt. Von 1972 bis 2015 bestanden 26 Distrikte. Sie wurden am 1. April 2015 zu 11 Distrikten zusammengefasst.

## Die Legende
Ulster spielt eine maßgebliche Rolle in der irischen Mythologie im sogenannten Ulster-Zyklus. Als König Conchobor über Ulster herrschte, unterhielten sich Medb und ihr Mann, König Ailill mac Máta aus Connacht darüber, wer von ihnen in seiner Herde den besten Stier habe. Es stellte sich heraus, dass der König den besseren Stier besäße, die Königin wollte deshalb einen noch besseren, den es allerdings nur in Ulster gab, den Donn Cuailnge. So wurden Boten zu Conchobar geschickt, doch gab der den Stier nicht heraus. Dies führte zu einem großen Krieg, der in der Realität den letzten Versuch einer Göttin darstellte, die Herrschaft über Irland zu erlangen. Die Provinz Ulster war einerseits geschwächt, weil der König die besten Helden aus seinem Land verbannt hatte und diese auf der Seite des Gegners kämpften, und andererseits, weil Ulster unter dem Bann einer Fee stand, der bewirkte, dass seine Männer für einige Zeit kampfunfähig waren. Aber es gab den siebzehnjährigen Cuchulain, eine Heldengestalt, die außer ihrer übermenschlichen Stärke auch ihren Körper verändern konnte, so dass es sich hier also um einen jungen Gott (einen neuen Glauben) handelte. Cuchulain stand letztlich dem feindlichen Heer bzw. Teilen daraus allein gegenüber. Beim Feind kämpften noch dazu seine Freunde, die verbannten Helden. Cuchulain gelang es, den Kampf so lange zu bestehen, bis die Männer von Ulster wieder kampffähig waren. Zuletzt kämpften die beiden Stiere gegeneinander: Der Stier von Ulster siegte zwar, starb aber nach dem Kampf und seiner Heimkehr an Erschöpfung.

## Geschichte
Ulster war ein irisches Königreich unter den Uí Néill. In den Jahren 1603 bis 1660, nach der irischen Niederlage gegen das Königreich England im Neunjährigen Krieg und der damit verbundenen „Flucht der Grafen“ (u. a. auch von Aodh Mór Ó Néill, 2. Earl of Tyrone) von der irischen Insel, wurden Engländer und Schotten protestantischen Glaubens nach Ulster umgesiedelt. Häufig wird das seit 1920 geteilte Ulster fälschlich als Synonym für das britische Nordirland verwendet. Ulster spielt jedenfalls in der Geschichte des Nordirlandkonflikts eine wichtige Rolle. So nennen sich die protestantischen Terrorgruppen Ulster Defence Association und Ulster Volunteer Force, die in ganz Nordirland tätig sind, nach der Provinz.

## Heutige Bedeutung
Heute hat die Provinz Ulster noch eine Bedeutung im Sportbereich. Neben den von der Gaelic Athletic Association (Ulster GAA) verwalteten Sportarten gibt es auch in zahlreichen anderen Sportarten einen Ulster-Regionalverband (so Ulster Rugby für Rugby Union oder Cycling Ulster in Radsport), der neben Nordirland auch die drei Grafschaften in der Republik Irland umfasst.

Provinz Ulster in Irland
Heutige Provinz Nordirland im Vereinigten Königreich
Flagge der Provinz Ulster